# Kelly Rimmer
Kelly Rimmer  é uma escritora australiana de ficção romântica e romance histórico. O livro dela The Warsaw Orphan (2021) entrou na lista de mais vendidos do The New York Times. Ela vendeu mais de um milhão de livros e seus romances foram traduzidos para mais de 20 idiomas.

## Biografia
Ela trabalhou na área de tecnologia da informação. Ela é dona de uma livraria, Livraria Orange, que comprou em 2022.
Kelly Rimmer vive em Nova Gales do Sul, Austrália, com o marido Daniel e os dois filhos.

## Carreira
Ela descobriu seu amor por escrever no jardim de infância.
Ela afirmou que um autor de ficção histórica precisa de pesquisa e devaneio. Ela enreda seus livros antes de começar a escrevê-los.

### SérieStart up in the City
- Unexpected (2019)
- Unspoken (2019)
- Undone (2020)